# Китайско-перуанские отношения
Китайско-перуанские отношения — двусторонние дипломатические отношения между Китаем и Перу, установленные в 1971 году.

## История
Дипломатические отношения между Китаем и Перу были установлены в 1971 году. В 70-е годы XX века в Перу существовала группа сторонников маоизма во главе с А. Гусманом. В ноябре 1988 года правительства Китая и Перу подписали соглашение об экономическом и техническом сотрудничестве. В апреле 1991 года А. Фухимори посетил Китай. В 1994 году А. Фухимори посетил Китай. В 2001 году было открыто генеральное консульство Перу в Шанхае. В 2008 году Ху Цзиньтао посетил Перу В 2016 году П. Кучински посетил Перу. 

## Экономические отношения
В декабре 1992 года китайская компания купила месторождение железной руды в Марконе. В 2001 году экспорт Перу в Китай составил 413 млн долларов. 